# ヴァルター・ヘス
ヴァルター・ルドルフ・ヘス（Walter Rudolf Hess、1881年3月17日 - 1973年8月12日）は、スイスの生理学者。内臓の調節を含む間脳の機能領域をマッピングして、アントニオ・エガス・モニスとともに1949年度のノーベル生理学・医学賞を受賞した。

## 生涯
トゥールガウ州のフラウエンフェルトに生まれる。1906年にチューリッヒ大学で医学士となり、外科学と眼科学の研修を受けた。1912年に眼科医としての仕事を辞め、研究の道に進んだ。ヘスの興味は、血液循環と呼吸の調節にあった。このような興味から、ヘスは内臓の働きを統御する間脳の機能のマッピングを始めた。1917年から1951年にかけてチューリッヒ大学の生理学の教授を務める。
1973年にスイスのロカルノで亡くなった。